# Тиролиберин
Тиреотропин-рилизинг-гормон, или тиреорелин, тиреолиберин, тиреотропин-рилизинг-фактор, сокращённо ТРГ — один из представителей класса рилизинг-гормонов гипоталамуса.
ТРГ вызывает усиление секреции передней долей гипофиза тиреотропного гормона, а также, в меньшей степени, усиление секреции пролактина.
ТРГ также является нейропептидом, принимающим участие в регуляции некоторых психических функций.
В частности, установлено наличие антидепрессивного действия экзогенного ТРГ при депрессиях, независимого от увеличения секреции тиреоидных гормонов, также обладающих некоторой антидепрессивной активностью.
Сопутствующее повышение секреции пролактина под действием ТРГ является одной из причин нередко наблюдаемой при первичном гипотиреозе (при котором повышен уровень ТРГ вследствие уменьшения подавляющего действия тиреоидных гормонов на тиреотропную функцию гипоталамуса) гиперпролактинемии. Иногда гиперпролактинемия при этом бывает настолько значительной, что приводит к развитию гинекомастии, галактореи и импотенции у мужчин, галактореи или патологически обильной и длительной физиологической лактации у женщин, мастопатий, аменореи.

## Синтез
ТРГ производится в гипоталамусе в нейросекреторных клетках. Первоначально синтезируется в виде полипептида длиной 242 остатков аминокислот, который содержит 6 копий последовательности Gln-His-Pro-Gly, обрамляемые двумя аминокислотами Lys-Arg или Arg-Arg. Затем полипетид расщепляется, вырезаются пептиды Gln-His-Pro-Gly, а из них после обработки нескольким ферментами - готовые молекулы ТРГ Gln-His-Pro, в которых глутамин (Gln) модифицирован. Тиролиберин проходит через срединный бугорок в переднюю долю гипофиза через гипофизальную портальную систему, где  стимулирует клетки, называемые тиреотропами, и стимулирует секрецию ими тиреотропного гормона, в свою очередь стимулирующего работу щитовидной железы. В некоторых количествах ТРГ образуется также в других участках мозга,, в эпифизе, желудочно-кишечном тракте и островках поджелудочной железы.

## История
Последовательность ТРГ была впервые определена и синтезирована Роже Гийменом и Эндрю В. Шелли в 1969 году,.

## Клиническое значение
Используется в фармакологии для того, чтобы проверить ответ предшествующей гипофизарной железе. Медицинские препараты на основе ТРГ используются в диагностике нарушений работы щитовидной железы и акромегалии.

## См.также
- Рилизинг-гормоны
- Гормоны гипоталамуса